# Henrique Mitchell de Paiva Couceiro
Henrique Mitchell de Paiva Couceiro (Lisboa, 30 de diciembre de 1861 - ibidem, 11 de febrero de 1944) fue un militar, administrador colonial y político portugués que consiguió importancia en las campañas de ocupación colonial en Angola y Mozambique y como inspirador de las llamadas incursiones monárquicas contra la Primera República Portuguesa en 1911, 1912 y 1919. Presidió el gobierno de la llamada Monarquía del Norte, entre el 19 de enero y el 13 de febrero de 1919, en la que colaboraron los más notables integralistas lusitanos. Su dedicación a la causa monárquica y su proximidad a los principios del Integralismo Lusitano, lo condujo diversas veces al exilio, antes y después de la instauración del Estado Novo en Portugal.

## Biografía
Henrique Mitchell de Paiva Couceiro nació en Lisboa, hijo del general José Joaquim de Paiva Cabral Couceiro, oficial de ingeniería del Ejército portugués, y de Helena Isabel Teresa Mitchell, una irlandesa protestante convertida al catolicismo, que tras haber estudiado en un colegio de monjas en Francia fue a vivir a Portugal para ser institutriz de las hijas del vizconde do Torrão.

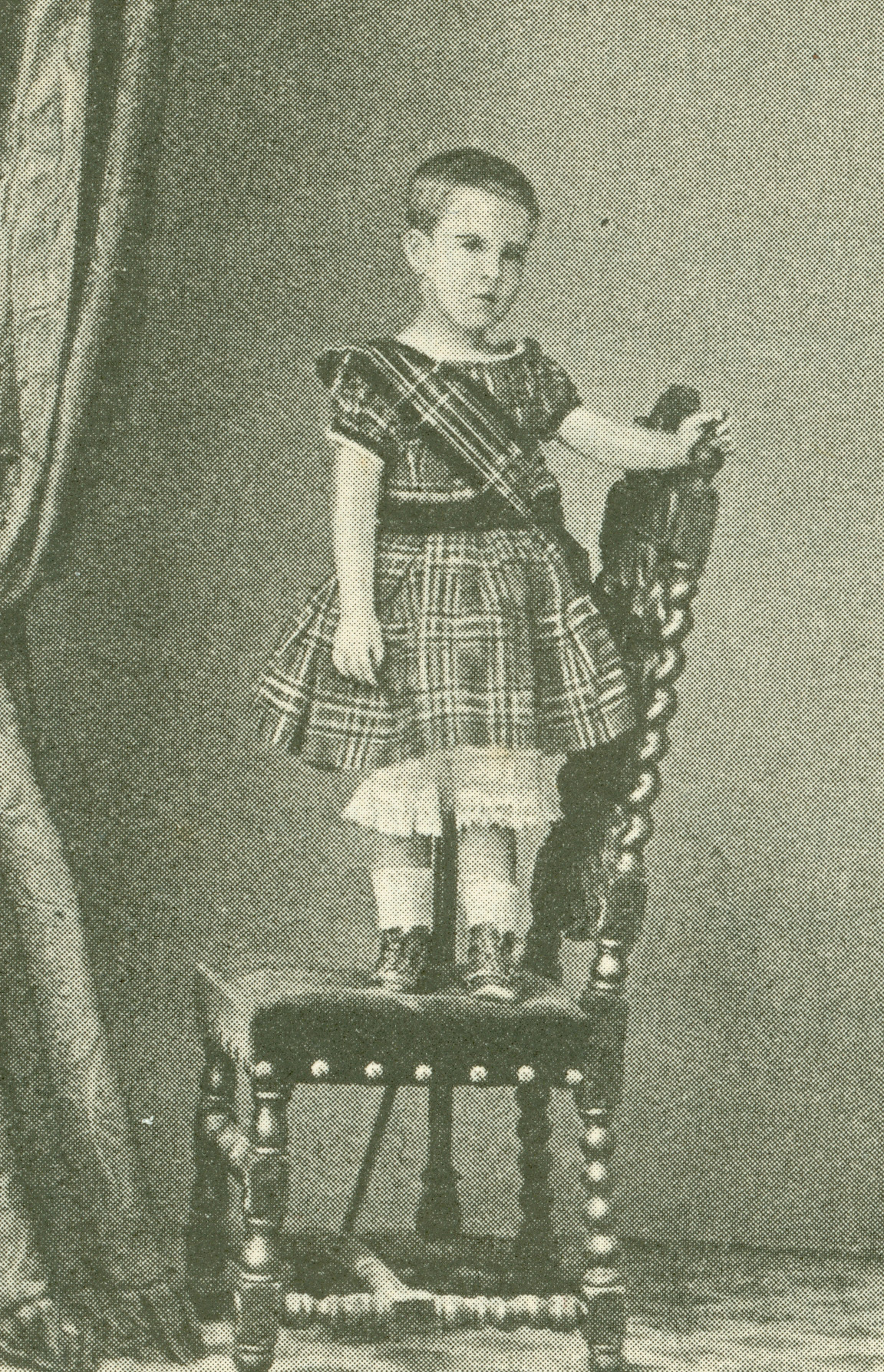
Henrique Paiva Couceiro en 1865.

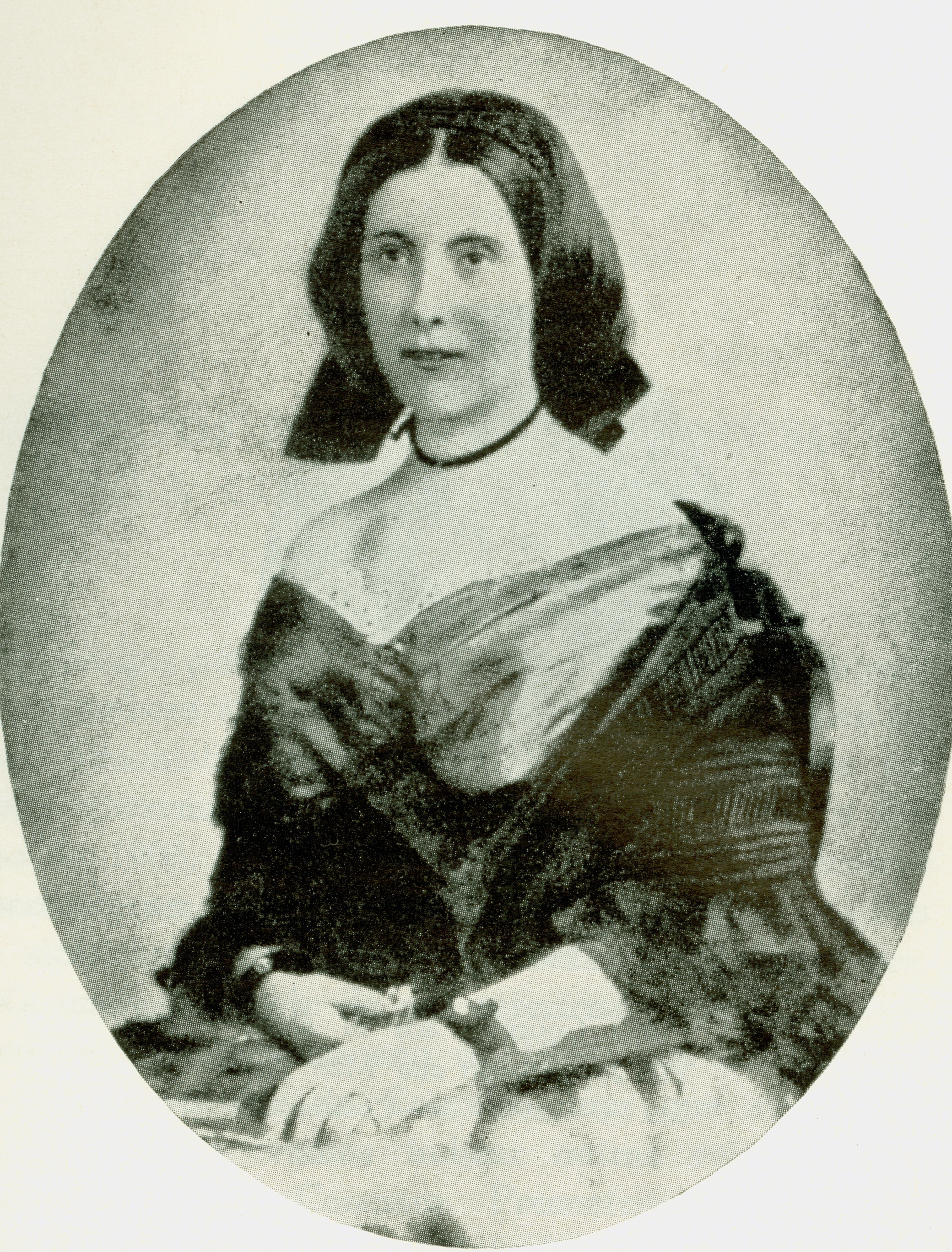
Helena Armstrong Mitchell, madre de Henrique Paiva Couceiro.

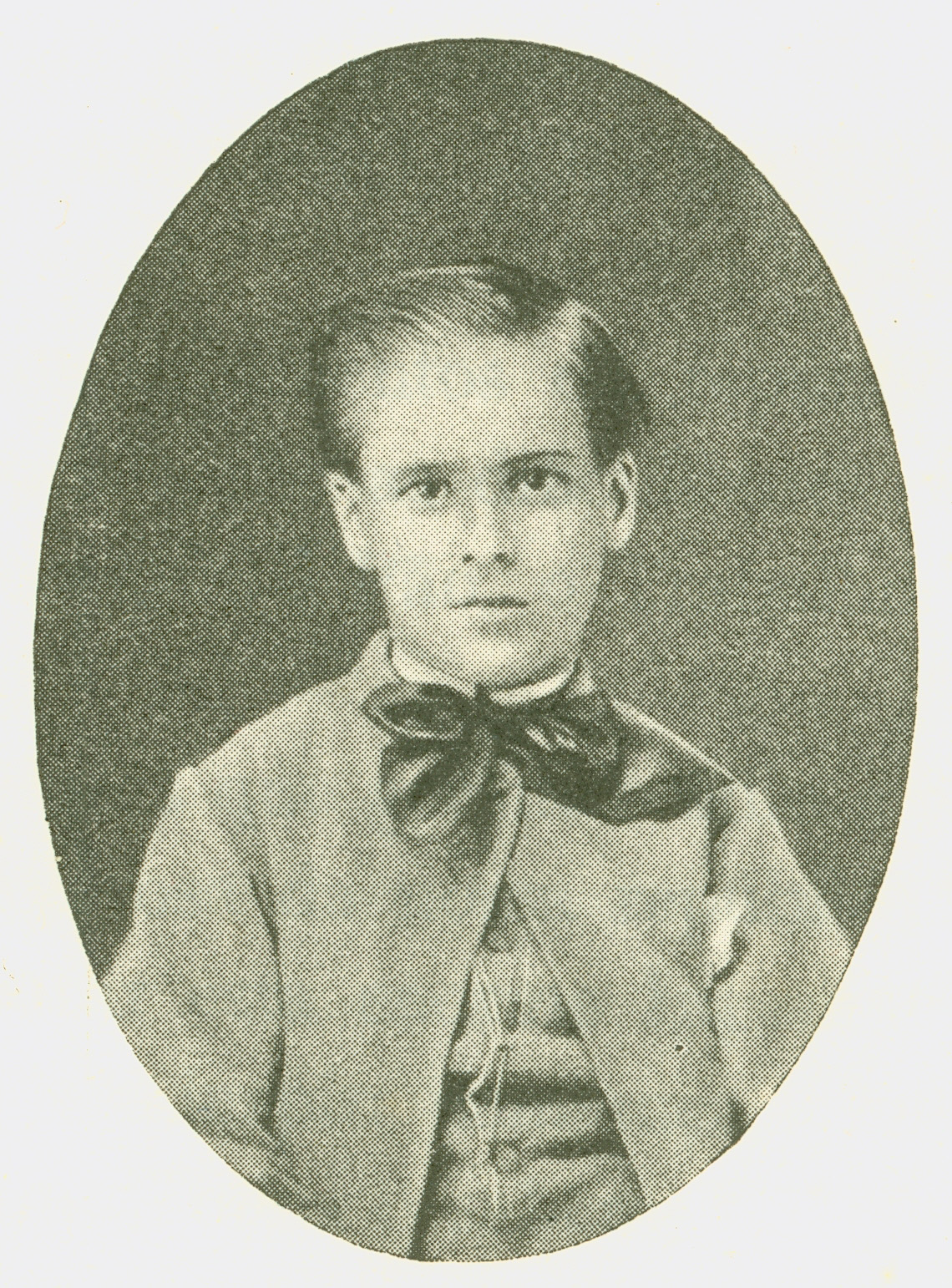
Henrique Paiva Couceiro en 1872.

La madre tenía una fe intensa y militante, razón por la cual Henrique Paiva Couceiro creció en un ambiente de religiosidad exacerbada y de catolicismo extremo y dominador, que no permitía, por ejemplo, la lectura de novelas consideradas impuras: ya en la academia militar, Paiva Couceiro se vanagloriaba de romperlas, aunque fueran prestadas, sospechando de que fueran "perversas".

La educación que recibe y la perdurable influencia materna lo llevarían a que al final de su vida confesara que había leído muy pocas novelas y que nunca había ido al teatro ni al cine. Por el contrario, iba diariamente a misa, cuando no estaba de campaña (donde todos los días leía la Imitation de Jesus-Christ preparándose para "el supremo sacrificio". Consideró en 1891, tras su regreso de las campañas en el sur de Angola, ingresar a una orden religiosa. Demostrando claros atisbos de jansenismo, a pesar del fervor religioso, se consideraba indigno de comulgar.

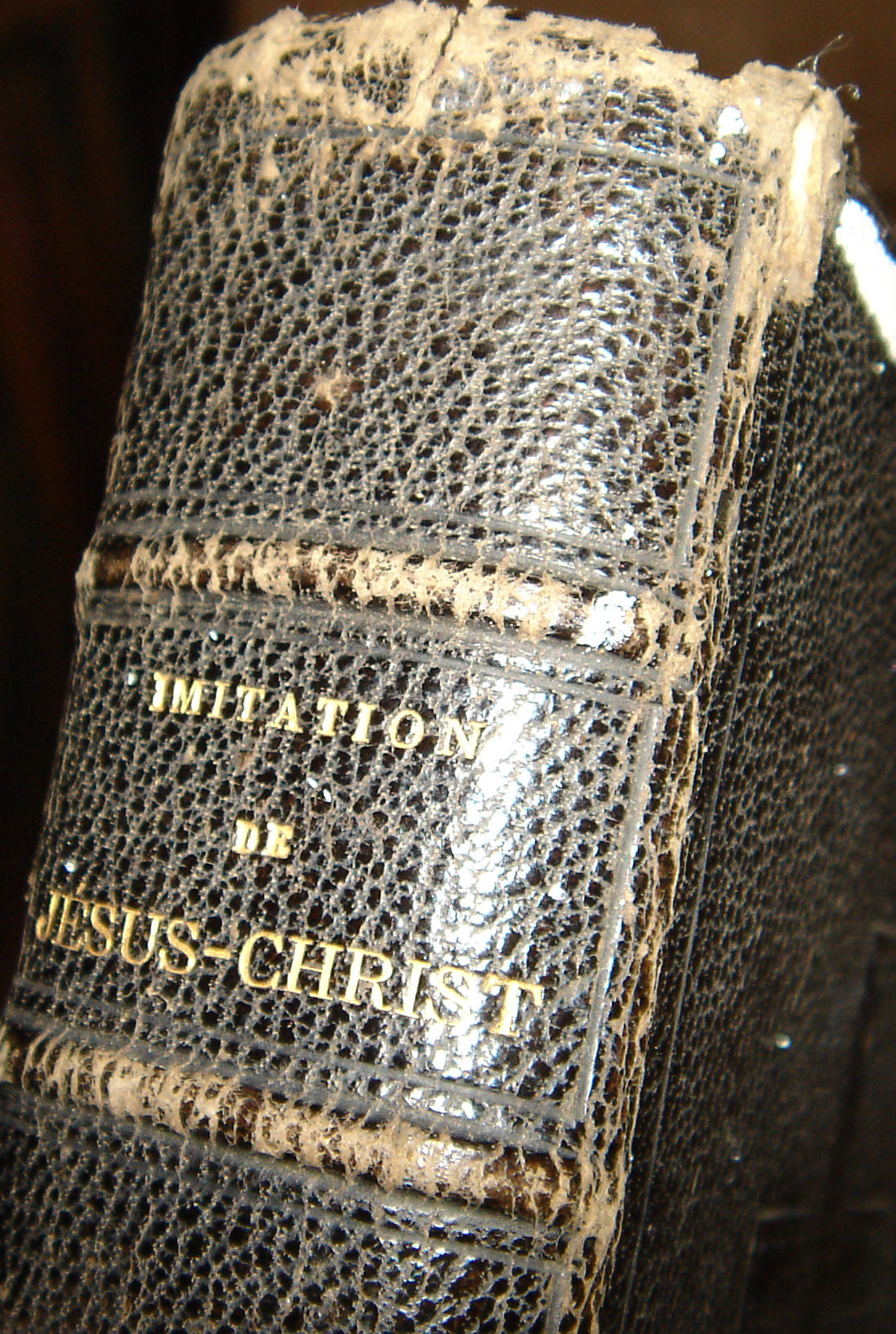
Misal utilizado por Henrique Paiva Couceiro.

Destinado a la carrera de las armas, después de concluir los estudios en Lisboa, consiguió una plaza el 14 de enero de 1879, con 17 años, como voluntario en el regimiento de caballería n.º 2, en el cual sirvió hasta 1880. Ese último año fue transferido al regimiento de artillería n.º 1, como aspirante, asistiendo al preparatorio del arma de artillería en la escuela politécnica de Lisboa. Ingresó en la academia militar donde asistió al curso de artillería entre 1881 y 1884.
El 24 de junio de 1881, con solo 19 años y el día antes de ser ascendido a alférez de artillería, al cruzarse en Chiado con su hermana, con Luís Léon de la Torre, en un acceso de rabia causado por motivos personales le dio 2 o 3 puñetazos. Por este motivo Paiva Couceiro fue preso al día siguiente por un delito de "lesiones" y fue condenado a 1 año, 3 meses y 18 días y salió el 7 de octubre. Regresó a la academia el 26 de octubre de 1882.
El 9 de enero de 1884 fue ascendido a segundo teniente de artillería y sirvió en el antiguo regimiento de artillería 1 en Campolide. En este regimiento formó parte de un grupo de jóvenes tenientes que cultivaron las llamadas "artes militares", dedicándose a la esgrima y a la equitación. Durante su carrera militar fue ascendido a teniente primero el 27 de enero de 1886. Fue ascendido a capitán el 4 de julio de 1889 y se ofreció a realizar, como voluntario, un servicio en las colonias de ultramar donde se estaban llevando a cabo una efectiva ocupación del territorio como consecuencia de la conferencia de Berlín sobre el reparto de África entre las principales potencias europeas. Fue enviado a Angola y desembarcó en Luanda el 1 de septiembre de 1889.

### Las campañas de Angola
Al llegar a Angola fue inmediatamente nombrado comandante del escuadrón irregular de Caballería de Humpata, un grupo de infantería ligera a caballo, con sede en Humpata, creado por Artur de Paiva para combatir las bandas de salteadores que asolaban el planalto de Moçâmedes. No estuvo mucho tiempo en ese cargo, al parecer debido a la poca disciplina de sus subordinados.
Con el aumento del esfuerzo de ocupación del interior de Angola y los intentos para sostener las reclamaciones portuguesas de soberanía sobre la región situada entre Angola y Mozambique, el famoso mapa rosado, se llevaron a cabo diversas campañas de exploración y vasallaje de los pueblos del interior de Angola. La resistencia no se hizo esperar y se inició una vasta campaña militar, denominada "campaña de pacificación de Angola", entre 1889 y 1891 en la que Paiva estuvo bastante activo.
En esta campaña, la primera misión que se le confió a Paiva Couceiro fue la conseguir avasallar Barotselandia, en la región que hoy es Zambia, lo que suponía una caminata de casi mil kilómetros por la sabana. No obstante, esta misión se canceló debido a que Portugal cedió a sus pretensiones tras el ultimátum británico de 1890 y estos territorios pasaron a formar parte de la esfera de influencia británica. Dejó entonces de usar el apellido Mitchel, debido a que sonaba británico.
Sabedor del conocimiento pormenorizado que el anciano comerciante y explorador António Francisco da Silva Porto tenía del sertão, mientras estuvo en Bié acampó en las proximidades del embala de Belmonte, el poblado fundado por Silva Porto en los márgenes del río Kuito y donde este residía. Aquel poblado fue el núcleo de la ciudad de Silva Porto conocida actualmente como Kuito.  
La presencia de la fuerza militar comandada por Paiva Couceiro, con 40 mozambiqueños armados con rifles de repetición Snider-Enfield, generó una gran tensión entre las tribus de Bié, inquietas por la presencia de tropas portuguesas en su territorio, lo que llevó al rey Dunduma a exigir la inmediata salida de las tropas ya que Silva Porto les había prometido que las tropas sólo estaban de paso. El incumplimiento de la promesa supuso el fin de las relaciones pacíficas entre los autóctonos y Silva Porto.  
Inmerso en un ambiente de pesimismo debido al ultimátum británico, Silva Porto, herido en su honor y su dignidad tras el fracaso de la mediación con el rey Dunduma, se envolvió con la bandera portuguesa y se inmoló con algunos barriles de pólvora.
Tras la muerte de Silva Porto, Paiva Couceiro se instaló brevemente en la embala' de Belmonte, pero antes el acoso de las fuerzas de Bié, se vio obligado a retirarse al vecino reino de Bailundo donde tras permanecer algunos días aislados recibió órdenes del gobernador Guilherme de Brito Capelo para descender al río Cubango hasta Mucusso, es decir, un viaje de 2600 kilómetros por tierras desconocidas. 

Tras los fracasos de la Monarquia do Norte y la Revolta de Monsanto, estuvo exiliado en España hasta 1927. Este exilio en España se repetiría hacia 1937-1938.